# Bretílio
O Bretílio é um fármaco do grupo dos Antiarritmicos da classe III, que é usado no tratamento das Arritmias cardiacas.

## Usos clínicos
- Em emergências de fibrilhação ventricular, quando falharam a lidocaína e a cardioversão (eléctrica).

## Mecanismo de acção
Bloqueia os canais  de potássio.
Inibe a libertação de catecolaminas (é simpaticolítico).

## Administração
Intravenosa apenas.

## Efeitos clinicamente úteis
Prolonga o intervalo QRS no electrocardiograma, prolongado o potencial de acção. Diminui a frequência cardiaca.

## Efeitos adversos
- Hipotensão postural.
- Náuseas, diarreia, vómitos
- Reacções alérgicas.